# Aglaia aherniana
Aglaia aherniana é uma espécie de planta na família Meliaceae.
É endêmica das Filipinas.